# Княжевац
Кня̀жевац или Гургусовец (на сръбски: Књажевац или Knjaževac; на местния торлашки диалект: Гургусовъц), е град в Източна Сърбия, Зайчарски окръг, близо до границата с България в историческата област Тимошко, административен център на едноименната община.

## География
Град Княжевац е с умереноконтинентален климат. Най-топлият месец е юли със средни температури от 21,30. Най-хладният месец е януари със средна температура -0,80. През годината там има 306 слънчеви дни, а около 30 дена има снежна покривка.
Населението на града възлиза на 19 351 жители, а на цялата община – 37 172 (2002).
Градът се намира в овощарски и лозарски район. Още от римско време Княжевац е известен със своето вино. Най-застъпените култури в този район са гроздето, сливите, къпините и вишните.
В града добре е развита текстилната индустрия, машиностроенето, хранително-вкусовата промишленост, кожарството и обущарството.

## История
Старото име на Княжевац е Гургусовец или Гургусовъц. През ХVІІІ век Гургусивец е в границите на каза Тимок, Видински санджак. В него е разположена една или повече пътни станции (мензили), издържани от видинското вилаетско управление.
Градът е предаден на Сърбия през 1833 г. и името му е сменено на Княжевац, в чест на тогавашния сръбски княз Милош Обренович.
При избухването на Балканската война в 1912 година един човек от Княжевац е доброволец в Македоно-одринското опълчение.
По време на Първата световна война (1915 – 1918) от 13 октомври 1915 градът е под български контрол. Към 1917 година има население от 4900 души. Край града са погребани 317 български войници и офицери от Първата световна война.

## Забележителности
Княжевац е туристически център. Всяка година се провежда културен фестивал на младежта, който води началото си от 1962.

### Побратимени градове
- Белоградчик, България

## Личности
Родени в Княжевац
- Гюро Иванов (1876 - ?), македоно-одрински опълченец, жител на Грац, 1 рота на 11 сярска дружина, носител на орден „За храброст“ IV степен[5]
- Добривое Радославлевич (1915 – 1984), югославски партизанин, инструктор на ЦК на ЮКП за Македония
- Михаил Георгев (монах Мартирий), монах, учител, участник в българската църковна борба, деец на БРЦК, сръбски шпионин[6]